# Martin-Luther-Kirche (Kirchhain)
Die evangelische Martin-Luther-Kirche ist ein Kirchengebäude in Kirchhain im hessischen Landkreis Marburg-Biedenkopf. Sie gehört zur Kirchengemeinde Kirchhain im Kirchenkreis Kirchhain.

## Geschichte
Da die Stadtkirche Kirchhains aus dem 15. Jahrhundert barrierefrei schwer zu erreichen ist, wurde in den 1960er Jahren der Wunsch nach einer leichter erreichbaren Kirche lauter. Die Martin-Luther-Kirche wurde 1968 im Stil eines Zeltes erbaut. Der Glockenturm wurde freistehend errichtet.